# Brunneocorticium
Brunneocorticium es un género de hongos en el orden Agaricales. Es incertae sedis con respecto a que familia pertenece dentro del orden. El género, descrito en 2007, contiene dos especies corticioides.